# II когорта далматов
II когорта далматов (лат. Cohors II Delmatarum) — вспомогательное подразделение армии Древнего Рима.
Когорта, вероятно, была набрана в правление императора Октавиана Августа из жителей Далмации после 9 года. К эпохе царствования Клавдия подразделение уже существовало. О его ранней истории известно мало. Холдер предполагает, что когорта, возможно, принимала участие в римском вторжении в Британию (43 год), но этому нет никаких доказательств. Впервые когорта появляется в датируемой эпиграфической надписи в 105 году в Британии. Она всё ещё находилась там в III веке, что следует из примерно датируемой надписи на алтаре в Магниде. Notitia Dignitatum, позднеримский официальный документ, упоминает когорту. Согласно данному источнику, она стояла в Магниде под командованием дукса Британии. По всей видимости, подразделение покинуло остров в 410 году вместе с другими частями римской армии в этой провинции. Известны имена двух префектов когорты.